# 바비현
바비현(베트남어: Huyện Ba Vi / 縣𠀧位)은 베트남 하노이의 행정 구역이다. 홍강 삼각주의 일부이다.

## 행정구역
바비현은 다음의 행정 단위로 구분된다.
- 떠이당 사 (Tây Đằng /西藤)
- 바짜이 사 (Ba Trại / 𠀧寨)
- 바비 사 (Ba Vì /  𠀧位)
- 깜린 사 (Cẩm Lĩnh /錦嶺)
- 깜트엉 사 (Cam Thượng /乾上)
- 챠우선 사 (Châu Sơn /珠山)
- 추민 사 (Chu Minh /朱明)
- 꼬도 사 (Cổ Đô / 古都)
- 동꽝 사 (Đông Quang / 東光)
- 동타이 사 (Đồng Thái /同泰)
- 카인트엉 사 (Khánh Thượng / 慶上)
- 민챠우 사 (Minh Châu / 明珠)
- 민꽝 사 (Minh Quang /明光)
- 퐁번 사 (Phong Vân /豐文)
- 푸처우 사 (Phú Châu / 富洲)
- 푸끄엉 사 (Phú Cường / 富強)
- 푸동 사 (Phú Đông /富東)
- 푸프엉 사 (Phú Phương /富芳)
- 푸선 사 (Phú Sơn / 富山)
- 손다 사 (Sơn Đà /山陀)
- 탄홍 사 (Tản Hồng /傘鴻)
- 딸린 사 (Tản Lĩnh /傘嶺)
- 타이호아 사 (Thái Hòa / 太和)
- 투안미 사 (Thuần Mỹ /純美)
- 투이안 사 (Thụy An / 瑞安)
- 띠엔퐁 사 (Tiên Phong /先豐)
- 통밧 사 (Tòng Bạt /叢拔)
- 번호아 사 (Vân Hòa /雲和)
- 반탕 사 (Vạn Thắng /萬勝)
- 벗라이 사 (Vật Lại /物賴)
- 옌바이 사 (Yên Bài / 安排)

## 관광
- 바비 국립공원

푸토성과의 경계에는 다음과 같은 두 개의 하천 교차로가 있다. 다강과 홍강 사이의 쭝하 분기점(퐁반사)과 홍강과 로강 사이의 박하 분기점(비엣찌와 반대쪽인 딴홍사)